# アナソ・ジョボドワナ
アナソ・ジョボドワナ（Anaso Jobodwana、1992年7月30日 ‐ ）は、南アフリカ・アバディーン出身の陸上競技選手。専門は短距離走で、200mの自己ベストは19秒87の元南アフリカ記録保持者。2015年北京世界選手権男子200mの銅メダリスト、2012年ロンドンオリンピック男子200mのファイナリスト（8位）である。

## 経歴

### 2012年
8月、20歳でロンドンオリンピックに出場すると、男子200m準決勝を20秒27（-0.6）の自己ベスト（当時）で突破し、この種目では戦後のオリンピック初の南アフリカ人ファイナリストとなった。しかし、決勝では20秒69（+0.4）とタイムを落として8位に終わった。

### 2013年
7月、カザンユニバーシアードに出場すると、男子100mを自己ベストタイの10秒10（+0.5）、男子200mを20秒00（+2.4）でそれぞれ制し、1975年大会ローマ大会のピエトロ・メンネア以来38年ぶり、史上3人目となるショートスプリント2冠を達成した。
8月、モスクワ世界選手権に出場すると、男子100mは準決勝1組4着で敗退したが、2003年大会のシャーウィン・ブリーズ（準決勝2組8着）を上回る南アフリカ人最高成績を記録した。男子200mでは準決勝を20秒13（0.0）の自己ベストで突破し、南アフリカ人初のファイナリストになると、決勝では準決勝のタイムに迫る20秒14（0.0）をマークして6位に入った。

### 2015年

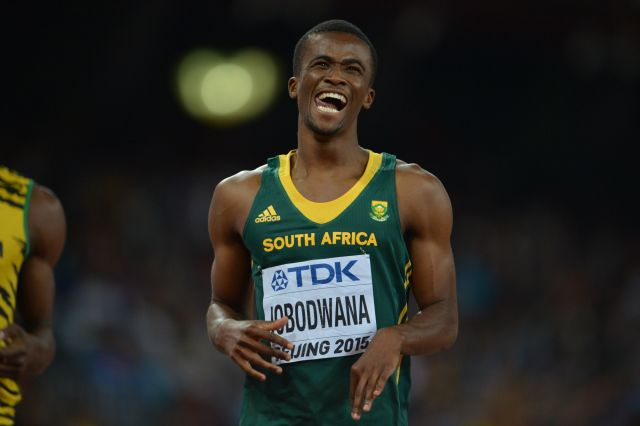
2015年北京世界選手権

3月28日、テキサス・リレー (en) の男子200m招待において、追い風参考記録ながら自身初の19秒台となる19秒87（+4.5）をマークした。
5月、16日にケイマン招待の男子200mで20秒06（0.0）の南アフリカ新記録（当時）を樹立し、2002年にモーネ・ナゲルがマークした20秒11を13年ぶりに更新した。更に30日のダイヤモンドリーグ・プレフォンテインクラシック (en) 男子200mでは自身の持つ南アフリカ記録を0秒02更新する20秒04（+0.9）をマークした。
8月、北京世界選手権に出場。男子200mの準決勝を20秒01（+0.8）の自己ベストで突破すると、決勝では19秒87（-0.1）の南アフリカ新記録（当時）を樹立。アロンソ・エドワードとの3位争いを0秒002差で制し、ウサイン・ボルト（19秒55）、ジャスティン・ガトリン（19秒74）に次いで銅メダルを獲得した。
9月、今シーズンのダイヤモンドリーグ男子200mのツアーチャンピオンの座を賭け、ポイント対象最終レースとなるヴェルトクラッセチューリッヒに出場。今シーズンは優勝こそできなかったが、2位と3位に入ってポイントを重ね、ポイントトップ（9ポイント）で最終レースを迎えた。このレースで優勝すれば自力でツアーチャンピオンになれたが、結果はアロンソ・エドワード（20秒03）、ラシード・ドワイヤー（20秒20）に次ぐ20秒24（+0.4）の3位に終わり、ツアーチャンピオンの座を逃した。

### 2016年
8月16日、リオデジャネイロオリンピックの男子200m予選に出場。骨盤の怪我のため昨年9月のアフリカ競技大会以来、約11か月ぶりのレースとなったが、結果は20秒53（-0.2）の組4着で予選敗退に終わった。

## 自己ベスト
記録欄の（　）内の数字は風速（m/s）で、+は追い風を意味する。
| 種目 | 記録                        | 年月日                     | 場所                  | 備考             |
| 屋外 | 屋外                        | 屋外                       | 屋外                  | 屋外             |
| ---- | --------------------------- | -------------------------- | --------------------- | ---------------- |
| 100m | 10秒10 (+0.5) 10秒10 (+1.6) | 2013年7月8日 2013年5月24日 | カザン グリーンズボロ |                  |
| 200m | 19秒87 (-0.1)               | 2015年8月27日              | 北京                  | 元南アフリカ記録 |
| 室内 |                             |                            |                       |                  |
| 60m  | 6秒60                       | 2015年2月14日              | アルバカーキ          |                  |
| 200m | 20秒47                      | 2013年3月8日               | フェイエットビル      |                  |

## 主要大会成績
備考欄の記録は当時のもの
| 年   | 大会                  | 場所             | 種目    | 結果   | 記録          | 備考                            |
| ---- | --------------------- | ---------------- | ------- | ------ | ------------- | ------------------------------- |
| 2012 | アフリカ選手権 (en)   | ポルトノボ       | 200m    | 準決勝 | DNS           | 予選21秒19 (-0.3)               |
| 2012 | オリンピック          | ロンドン         | 200m    | 8位    | 20秒69 (+0.4) | 準決勝20秒27 (-0.6)：自己ベスト |
| 2013 | ユニバーシアード (en) | カザン           | 100m    | 優勝   | 10秒10 (+0.5) | 自己ベストタイ                  |
| 2013 | ユニバーシアード (en) | カザン           | 200m    | 優勝   | 20秒00 (+2.4) |                                 |
| 2013 | ユニバーシアード (en) | カザン           | 4x100mR | 7位    | 45秒82 (4走)  |                                 |
| 2013 | 世界選手権            | モスクワ         | 100m    | 準決勝 | 10秒17 (-0.2) |                                 |
| 2013 | 世界選手権            | モスクワ         | 200m    | 6位    | 20秒14 (0.0)  | 準決勝20秒13 (0.0)：自己ベスト  |
| 2015 | 世界選手権            | 北京             | 100m    | 予選   | DQ            | 不正スタート                    |
| 2015 | 世界選手権            | 北京             | 200m    | 3位    | 19秒87        | 南アフリカ記録                  |
| 2015 | 世界選手権            | 北京             | 4x100mR | 予選   | DNF (2走)     |                                 |
| 2015 | アフリカ競技大会 (en) | ブラザヴィル     | 100m    | 準決勝 | DNS           | 予選10秒35 (+0.4）              |
| 2016 | オリンピック          | リオデジャネイロ | 200m    | 予選   | 20秒53 (-0.2) |                                 |
| 2018 | 英連邦競技大会 (en)   | ゴールドコースト | 200m    | 準決勝 | DQ            | 予選20秒89 (+0.3)               |
| 2018 | 英連邦競技大会 (en)   | ゴールドコースト | 4x100mR | 2位    | 38秒24 (3走)  | 南アフリカ記録                  |

### ダイヤモンドリーグ
ダイヤモンドリーグの総合成績を記載。獲得ポイント欄の（　）内は出場したポイント対象レースの数を意味する。
| 年   | 種目 | 総合順位 | 獲得ポイント |
| ---- | ---- | -------- | ------------ |
| 2015 | 200m | 2位      | 11 (6レース) |